# Вестервалд
Вестервалд (на немски: Westerwald) е ниска планина в в западната част на Германия, провинции Хесен, Северен Рейн-Вестфалия и Рейнланд-Пфалц, заемаща югоизточния участък от Рейнските шистови планини. Простира се от североизток на югозапад на протежение около 80 km, между река Рейн на запад и десните ѝ притоци Лан на юг и изток и Зиг на север. На североизток в района на изворите на двете реки чрез ниска седловина се свързва с нископланинския масив Зауерланд (също част от Рейнските шистови планини). Максимална височина връх Фукскауте 657,3 m. Представлява силно пенепленизирана платообразна ниска планина, изградена от палеозойски глинести шисти и пясъчници, препокрити в централните райони от вулканични породи. Климатът е целогодишно влажен и прохладен. Годишната сума на валежите варира от 700 до 1000 mm. От Вестервалд водят началото си малки, къси и пълноводни реки Дил, Зайнбах, Вид, Гросе Нистер и др. притоци на Рейн, Лан и Зиг. Почти повсеместно в миналото масивът е бил обрасъл с гъсти гори, които са напълно изсечени и сега се заема предимно от торфища и мочурища. Разработват се находища на кафяви въглища, желязна руда, огнеупорни глини. В подножията му са разположени градовете Диленбург, Херборн, Вецлар, Лимбург, Диц, Кобленц, Нойвид, Бендорф, Зиген и много други.

## Историческа справка
Историческият регион „Вестервалд“ има почти същата територия. В тези земи келтите се заселват, за да ползват железните находки (ок. 750 до 500 пр.н.е.). През 3 век там се заселват хатите (Хесен), франките си строят там селища. През Средновековието последното заселване започва от 10 век и свършва през 1300 г. Там имат собственост благородническите родове Отоните и Салиите, след това графовете от Сайн, Диц и Вид. Особено значение получават графовете от Лауренбург, които по-късно се наричат графове на Насау. През 15 век се образува господство Вестервалд (Herrschaft zum Westerwald).
Днес Вестервалд е разделен между трите германски региона: Хесен, Северен Рейн-Вестфалия и Рейнланд-Пфалц.
Името „Вестервалд“ („Westerwald“) е споменато за пръв път в документ от Трир през 1048 г. само за горските територии западно от кралския чифлик Херборн. През средата на 19 век така започват да наричат цялата средна планина.